# Cadours
Cadours település Franciaországban, Haute-Garonne megyében. Lakosainak száma 1134 fő (2022. január 1.). Cadours Puysségur, Caubiac, Le Grès, Laréole, Pelleport, Ardizas és Encausse községekkel határos.

## Népesség
A település népességének változása:
| Lakosok száma | 737  | 687  | 694  | 1019 | 1092 | 1085 | 1086 | 1089 | 1102 | 1134 |
|               | 1968 | 1982 | 1990 | 2006 | 2013 | 2015 | 2017 | 2019 | 2020 | 2022 |

## Műemlékek

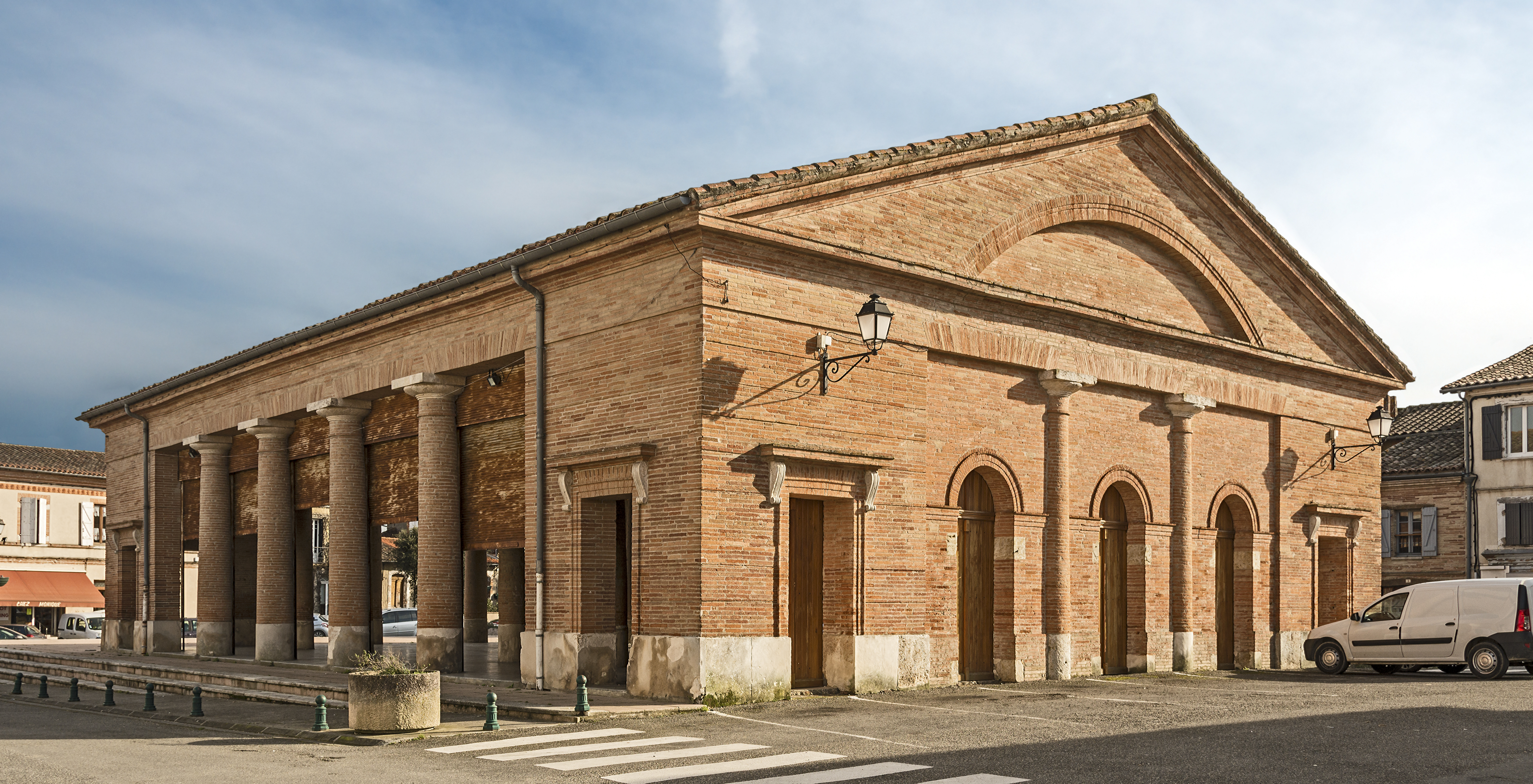
Vásárcsarnok.
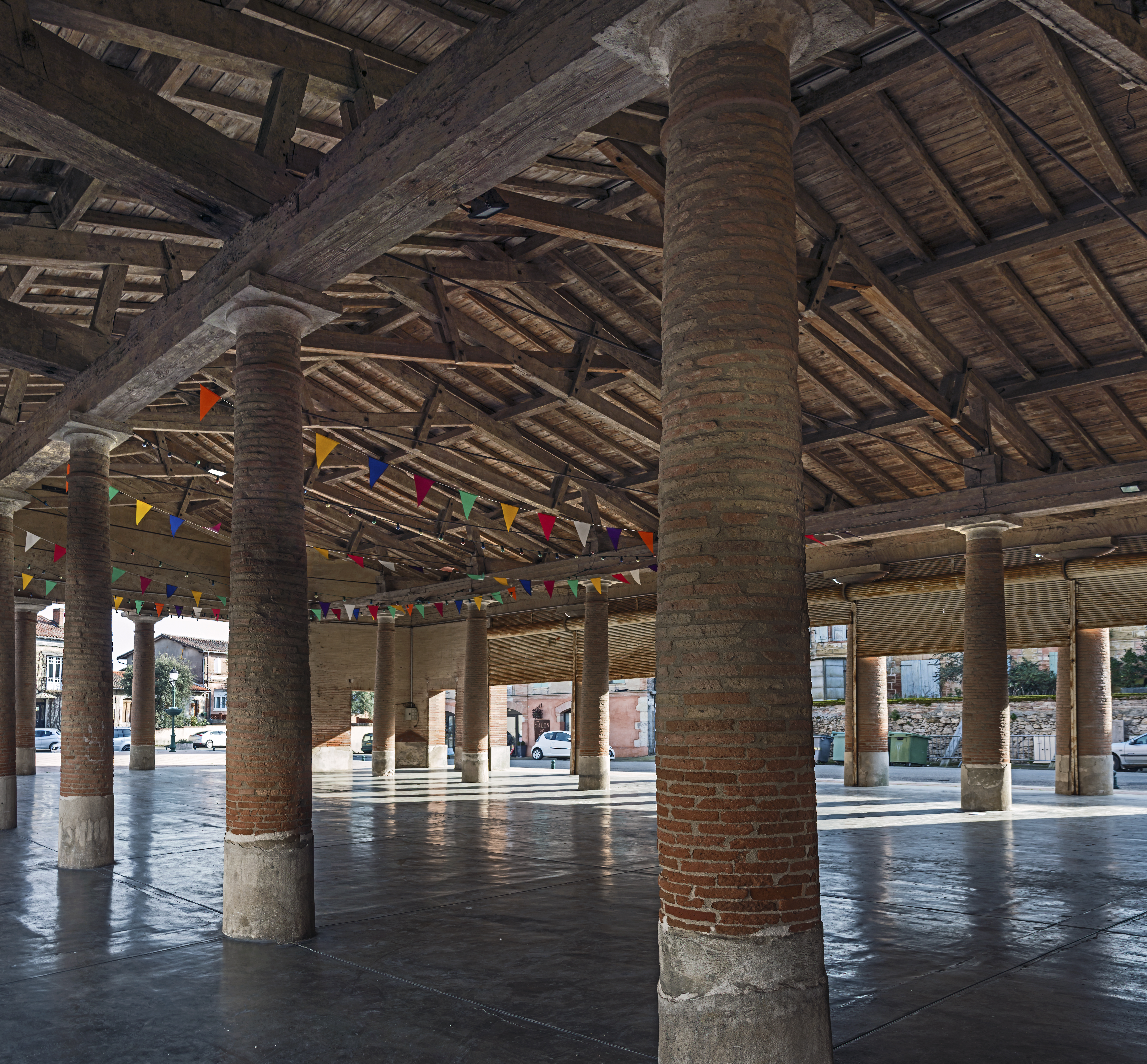
Bent a vásárcsarnok.
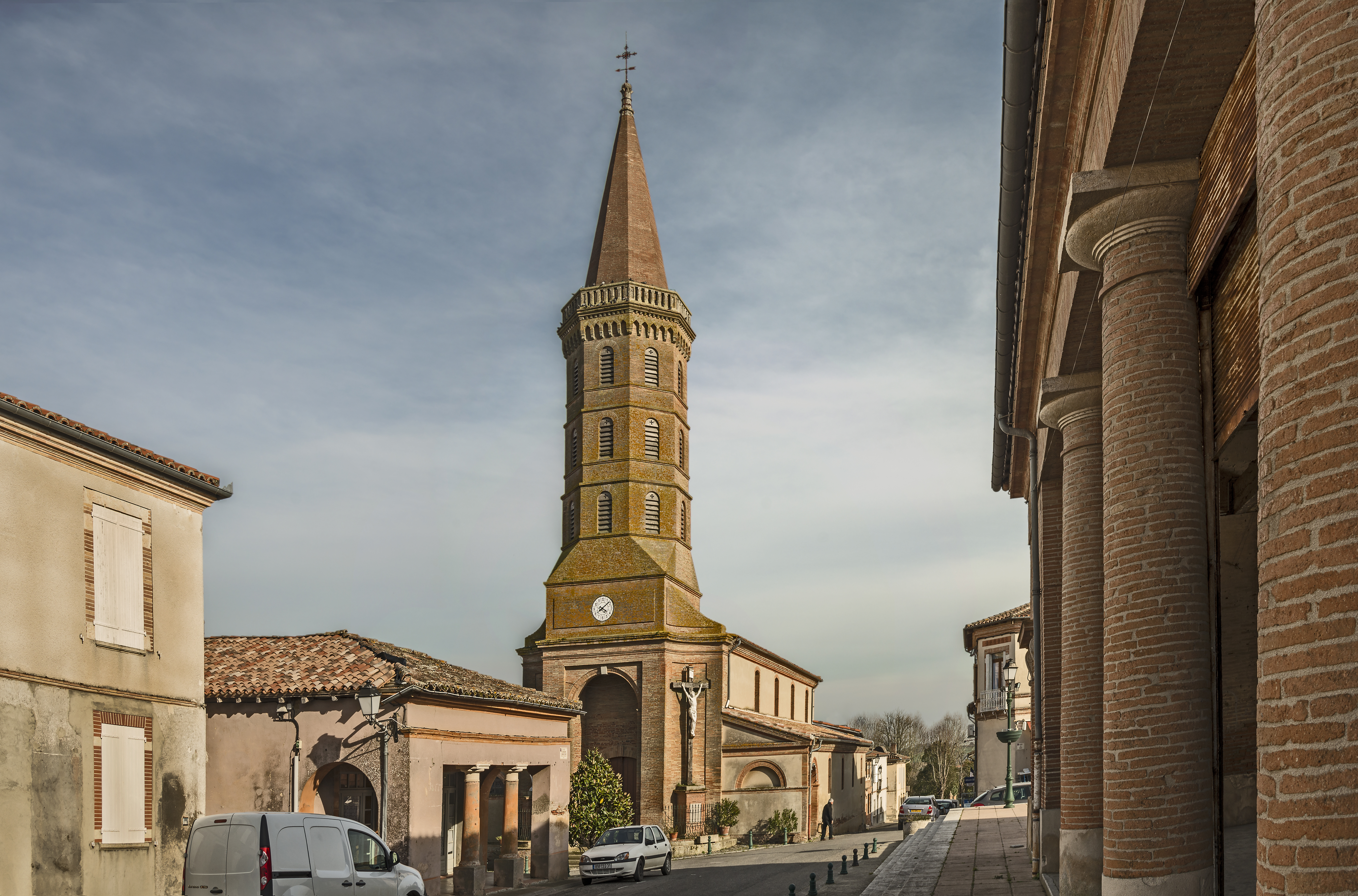
A templom.
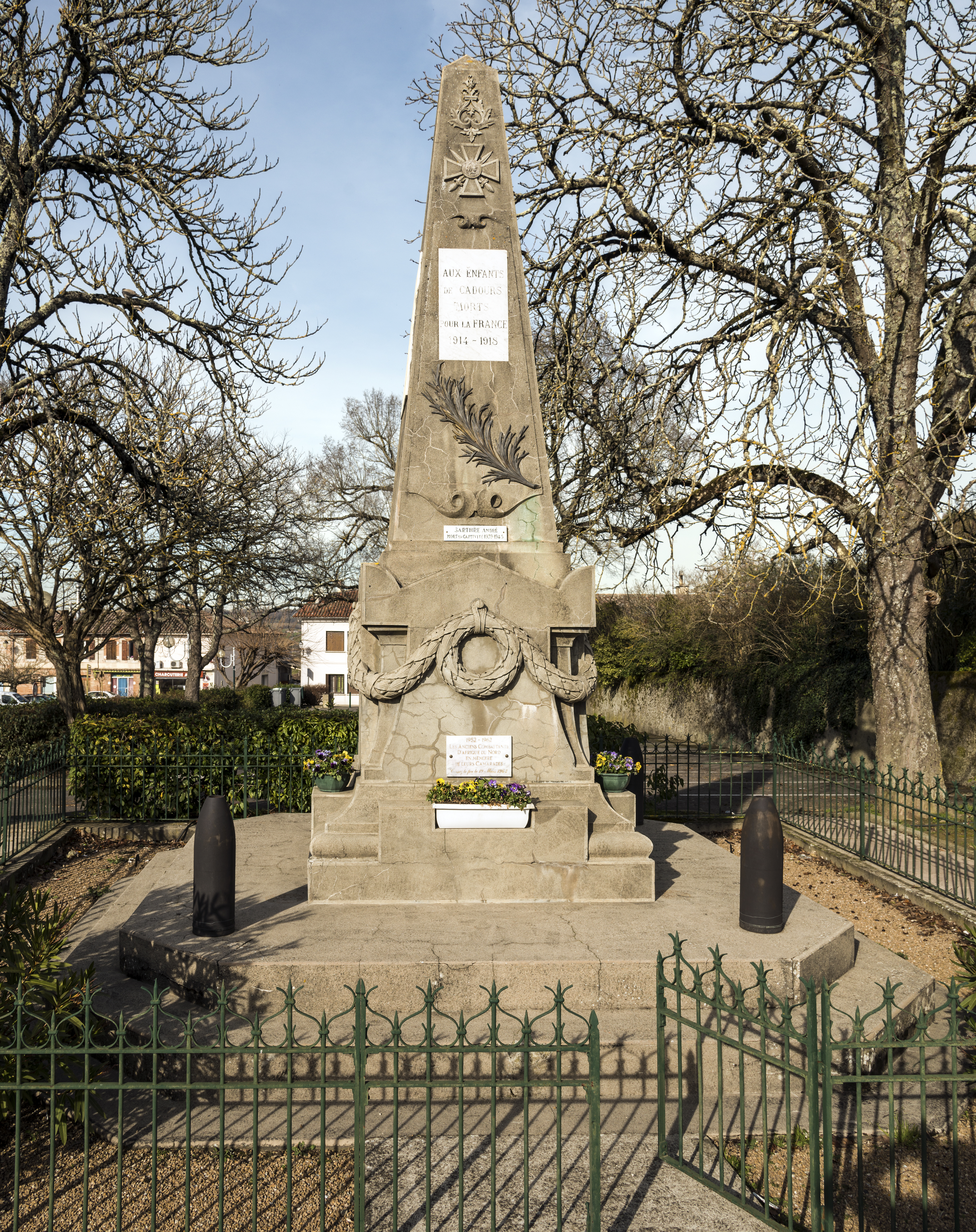